# Wallachen
Wallachen ist ein vergleichsweise einfaches und leicht erlernbares Kartenspiel für drei Personen. Es wird/wurde bevorzugt in Ostbayern gespielt. Wallachen wird heute kaum noch gespielt und ist somit vom Aussterben bedroht.

## Entstehung
Wallachen scheint ursprünglich aus dem böhmischen Raum zu stammen. Es taucht in der Literatur bereits 1784 als Wallacho oder Walacho auf, als es zusammen mit Macao zu einer langen Liste verbotener Glücksspiele in der Österreichisch-Ungarischen Monarchie hinzugefügt wurde. 1830 wurde Wallachen in Böhmen lokal verboten, und es bleibt bis mindestens 1851 in Österreich-Ungarn auch verboten, In einem Bericht wird Wallachen 1798 unter dem Namen Preference gespielt, „um dem Gesetze durch diese Benennung ein kleines Näschen zu drehen“. Das Spiel ist dem weit verbreiteten Préférence nicht unähnlich, für das Piatnik auch heute noch spezielle Kartenspiele herstellt.
Je nach Region existieren für Wallachen auch andere Bezeichnungen, beispielsweise wird es im Raum Grafenau und Passau auch als „Säbeln“ bezeichnet. Weitere Schreibweisen sind Walachen oder Wallachern.

## Spielmaterial
Wallachen spielt man ebenso wie Schafkopf mit deutschen Spielkarten mit bayerischem Bild. Handelsüblich sind Spielkarten mit dem Aufdruck Tarock/ Schafkopf, die 36 Blatt umfassen. Zum Wallachen werden die Sechser, wie auch bei Schafkopf oder bei Grasobern, entfernt.
| Farben des deutschen Blattes |      |      |        |
| Schellen                     | Herz | Gras | Eichel |
|                              |      |      |        |

## Ziel des Spiels
Spielziel ist beim Wallachen, mindestens sechs Stiche zu machen (maximal sind zehn Stiche möglich). Wallachen wird in der Regel um Geld gespielt. Es können zur Abrechnung auch Spielmarken verwendet oder Spielpunkte aufgeschrieben werden.

## Rangfolge der Kartenwerte

### Stichkraft
Die Reihenfolge der Karten beim Stechen ist (beginnend mit dem höchsten Kartenwert): Sau (Ass, Daus) > König > Ober > Unter > 10er > 9er > 8er > 7er.
| Hierarchie der Kartenwerte innerhalb der vier Farben |                  |                  |                  |
| Eichel                                               | Gras             | Herz             | Schellen         |
| A K O U 10 9 8 7                                     | A K O U 10 9 8 7 | A K O U 10 9 8 7 | A K O U 10 9 8 7 |

### Trümpfe
Trümpfe sind stets alle Kartenwerte einer Farbe in der obigen Reihenfolge. Beim Ausspielen der Ersten Karte wird die Trumpffarbe vom Spieler bekanntgegeben. Die Trumpffarbe kann demnach von Einzelspiel zu Einzelspiel variieren. Bei den Spielformen Bettel und Mord gibt es allerdings keine Trumpffarbe.

## Spielablauf

### Kartenverteilung
Der Geber mischt die Karten, lässt abheben und verteilt dann je zehn Karten an jeden Spieler, die diese sofort anschauen dürfen; zwei Karten kommen zudem verdeckt in den Start, werden also wie beim Skat zur Seite gelegt. Insgesamt befinden sich somit 32 Karten im Umlauf. Während die Karten ausgegeben werden, dürfen die Spieler doppeln, wodurch der vorher vereinbarte Spieleinsatz verdoppelt wird. In der Regel werden die Karten 2×5, 2×4 und 2 oder 3/4/3 ausgeteilt.

### Reizvorgang
Der erste Spieler hinter dem Geber muss als erster erklären, ob er spielen will. Wenn die beiden anderen Spieler damit einverstanden sind und der erste Spieler nichts anderes ankündigt, reichen dem ersten Spieler sechs Stiche zum Sieg. Falls der zweite Spieler nach dem Geber jedoch selbst spielen will, so muss er den ersten Spieler überreizen: er muss also ankündigen, mehr Stiche als dieser zu machen, also mindestens sieben. Der erste Spieler kann nun seinerseits dagegen reizen, wobei es für ihn reicht, wenn er mit der Zahl der vom zweiten Spieler angekündigten Stiche gleichzieht. Erster und zweiter Spieler reizen sich so lange gegenseitig, bis einer nachgibt. Jetzt kommt die Reihe an den Geber, der seinerseits noch mehr Stiche bieten kann. Wer am höchsten reizt, also ankündigt die meisten Stiche zu machen, spielt schließlich gegen die beiden anderen Spieler.
Wenn zwei Spieler sich gegenseitig auf zehn Stiche hochreizen, kann derjenige Spieler, der zehn Stiche gereizt hat, noch durch einen Bettel überboten werden. Der Bettel wiederum kann durch Mord überboten werden, Mord ist also die Spielart mit dem höchsten Reizwert.

### Festlegung der Spielart
Sobald der Alleinspieler feststeht, darf er die beiden Karten aus dem Start aufnehmen. Er analysiert nun seine zwölf Karten und legt die beiden Karten, die ihm am wenigsten helfen, wieder verdeckt in den Start zurück. Der Start wird nun bis nach Ende des Spiels nicht mehr angefasst.
Es kann durchaus vorkommen, dass durch die beiden Karten aus dem Start das strategische Konzept des Spielers beeinflusst oder sogar völlig über den Haufen geworfen wird. Der Spieler kann es bei der von ihm angekündigten Zahl der Stiche belassen, also beispielsweise sagen, dass er mindestens sieben Stiche macht, unter Umständen muss/kann ein Spieler, der eigentlich viele Stiche machen wollte, aber auch sein Spiel ändern und eine von zwei möglichen Alternativen ankündigen: Bettel oder Mord (letzteres wird in einigen Regionen auch als Kini bezeichnet). Bei Bettel darf der Spieler keinen einzigen Stich machen, bei Mord muss er alle machen. Bettel entspricht also dem Bettel beim Schafkopf und Graßoberln bzw. dem Null im Skat, Mord entspricht dem Tout aus dem Schafkopf.

### Steigerungen des Spielwerts
Vor Abschluss der ersten Runde sind die Spielwertsteigerungen Kontra und Re möglich. Jedes Kontra und Re führt zur Verdoppelung des Spieleinsatzes. Für Bettel und Mord gilt ein höherer zuvor vereinbarter Pauschaltarif.

### Spielweise
Sobald sich der Spieler entschieden hat, ob er das angekündigte Spiel wagt oder auf Bettel oder Mord umschwenkt, legt er die beiden nicht passenden Karten in den Start zurück und spielt die erste Karte aus (das heißt, der Alleinspieler spielt immer als Erster aus, unabhängig von seiner Position zum Geber) und gibt die Trumpffarbe bekannt. Eine häufige Taktik ist das Anspielen der Trumpffarbe in der ersten Runde.
Generell gilt Farbzwang, das heißt, eine angespielte Farbe muss stets bedient werden. Das gilt auch für die Trumpffarbe. Außerdem besteht beim Wallachen grundsätzlich die Pflicht zum Stechen, entweder mit Trumpf oder mit Farbe, sofern das möglich ist.
Wer sticht, kartet als Nächstes aus. Der letzte Stich der Gegenseite darf angeschaut werden.

### Abrechnung
Nachdem alle Karten gespielt wurden, werden die Stiche gezählt. Der Spieler muss mindestens so viele Stiche machen wie angekündigt. Für jeden erzielten Stich bekommt er von den beiden Gegenspielern den zuvor festgelegten Betrag. Verliert der Spieler, muss er für jeden angekündigten Stich an jeden Gegenspieler zahlen. Die Spielsumme berechnet sich also folgendermaßen: Vereinbarte Summe pro Stich × Anzahl der Stiche. Dieses Ergebnis wird gegebenenfalls durch Kontra und Re und/oder dem Doppeln vor Spielbeginn jeweils verdoppelt.
Will kein Spieler spielen, so muss der erste Spieler nach dem Geber spielen. Gegebenenfalls kann vereinbart werden, dass stattdessen in einen Stock eingezahlt wird, den der Sieger des nächsten Spiels zusätzlich bekommt.

## Strategie
Die Schwierigkeit beim Wallachen besteht darin, die Zahl der Stiche, die man erzielen kann, richtig einzuschätzen und danach richtig zu reizen. Der Spieler muss zudem nach Aufnahme des Starts die beiden richtigen Karten ablegen.
Des Weiteren kann der Einzelspieler durch geschicktes Ausspielen versuchen, Trümpfe der Gegner zu „ziehen“ oder diese dazu zu bringen, sich gegenseitig zu stechen. Auch die Gegenspieler können auf diese Weise den Spieler schwächen, z. B. indem sie eine Farbe spielen, welche der Spieler nicht besitzt („blank“ ist), aber aufgrund des Schlagzwanges trumpfen muss, so dass er wertvolle Trümpfe einbüßt.

## Ähnlichkeiten
Besonders bezüglich der Kartenverteilung und des Reizens sowie auch in der Spielweise ähnelt Wallachen stark dem Kartenspiel Bayerisches Tarock. Bei letzterem handelt es sich jedoch um ein Augenspiel, was bedeutet, dass eine bestimmte Anzahl an Augen erreicht werden muss. Ferner werden beim Bayerischen Tarock die 6er im Kartendeck belassen.
Eine einfachere Version von Wallachen zeigt sich im Spiel Bolachen.
Wallachen hat auch gewisse Ähnlichkeiten mit der österreichischen Préférence, wobei man Farben und nicht Stiche reizt.